# Бугі (жанр)
Бугі (іноді його називають постдиско та електрофанк) — жанр ритм-енд-блюзу електронної танцювальної музики, тісно пов'язаний зі стилем пост-диско, який вперше виник у США Штати з кінця 1970-х до середини 1980-х років. Звук бугі визначається поєднанням акустичних і електронних музичних інструментів з акцентом на вокалі та різноманітних ефектах. Пізніше це перетворилося на електро та хаус-музику.

## Характеристики
У бугі, за прикладом пост-диско, загалом не вистачає ритму чотирьох на підлозі, «традиційного» ритму музики диско; натомість має сильний акцент на другому та четвертому ударах, а темп зазвичай становить від 110 до 116 ударів за хвилину. Окрім застосування певних технологічних та рекламних аспектів музики нової хвилі та неабиякого впливу її піджанру синті-попу, бугі, однак, має корені в R&B і переважно черпає з музики фанк. Інші впливи зовсім іншого музичного ландшафту включають джаз. Типовий трек у стилі бугі можна охарактеризувати середнім темпом, помітним використанням слеп-басу (електричного — на початку 1980-х — та/або синтетичного — з середини 1980-х і далі), гучного плескання, мелодійних акордів і, очевидно, синтезаторів.
Термін, введений британськими ді-джеями Норманом Джеєм і Дезом Парксом, використовувався на eBay для позначення певної форми танцювальної музики афроамериканського походження початку 1980-х років.